# Natalia Baranova-Masolkina
Pour les articles homonymes, voir Baranova.
Natalia Ivanova Baranova-Masolkina (russe : Наталья Ивановна Баранова-Масалкина), née le 25 février 1975 à Krivoscheevo en RSFS de Russie, est une skieuse de fond russe.
En 2006, elle remporte le titre olympique du relais et se retire de la compétition de haut niveau.
Elle avait été interdite de participer aux Jeux olympiques de 2002 en raison d'un contrôle antidopage positif à l'EPO.

## Palmarès

### Jeux olympiques
- Médaille d'or au relais 4 × 5 km aux Jeux olympiques d'hiver de 2006 à Turin

### Championnats du monde
- Médaille d'argent au relais 4 × 5 km aux Championnats du monde de ski nordique 2005
- Médaille de bronze sur 30 km classique aux Championnats du monde de ski nordique 2005

### Coupe du monde
- Meilleur classement général : 9e en 2005.
- 3 podiums individuels : 3 troisièmes places.

 palmarès au 17 mars 2006